# Рай (одиниця площі)
Рай ( тай. ไร่ , вираження [râi] ) — одиниця площі, яка дорівнює 1600 квадратним метрам (16 арів, 0,16 гектарів, 0,3954 акра ), і використовується для вимірювання площі землі для кадастру або кадастрової карти. Його поточний розмір точно походить від метра, але він не є частиною сучасної метричної системи, Міжнародної системи (SI), і не використовується нею.
Рай визначається як 1 квадратний сен або (40 м × 40 м). Його можна розділити на чотири нгаани або 400 квадратних ваа.
Рай широко використовується в Таїланді. Незважаючи на визнання Міжнародною системою одиниць SI, його використання не заохочується. Слово рай також означає плантація.